# FSV Preußen Bad Langensalza
Der FSV 1996 Preußen Bad Langensalza ist ein deutscher Fußballverein aus Bad Langensalza im thüringischen Unstrut-Hainich-Kreis. Heimstätte der Thüringer ist das Stadion der Freundschaft.

## Verein
Der FSV Preußen Bad Langensalza wurde im Jahr 1901 als Preußen Langensalza gegründet. Nach einer im Jahr 1903 erfolgten Umbenennung in Fußballklub Langensalza hieß der Verein ab 1909 wieder FC Preußen und ab 1921 SV Preußen Langensalza. Zwischen 1926 und 1931 gewannen die Preußen fünfmal die Meisterschaft des Wartburggau. Nach Siegen über den VfL Duderstadt, SC Stadtilm, FV Fortuna Magdeburg und den SV Jena erreichte Preußen Langensalza in der Saison 1930/31 das Endspiel um die Mitteldeutsche Meisterschaft. Gegen den Favoriten Dresdner SC unterlagen die Thüringer im Finale deutlich mit 0:6 und verpassten die Teilnahme an der Deutschen Meisterschaft 1930/31.

Logo BSG Landbau (1970–90)

Nach dem Zweiten Weltkrieg wurde der Verein aufgelöst und mit der Bildung mehrerer Sportvereine im Jahr 1959 als BSG Empor Bad Langensalza neu gegründet. Der zu diesem Zeitpunkt unterklassige Verein fusionierte 1970 mit Aufbau Bad Langensalza zur BSG Landbau Bad Langensalza. Auf sportlicher Ebene konnte sich Landbau Bad Langensalza Anfang der siebziger Jahre stetig verbessern. Nach dem 1971 erreichten Aufstieg in die Bezirksklasse Erfurt folgte 1972 der erneute Aufstieg in die Bezirksliga Erfurt. Nach fünf Spielzeiten Drittklassigkeit gewann Bad Langensalza in der Spielzeit 1976/77 vor Motor Rudisleben die Meisterschaft im Bezirk Erfurt und stieg in die DDR-Liga auf. Aus der zweithöchsten Spielklasse der DDR stiegen die Thüringer nach nur einer Saison wieder ab. 1978 gelang der sofortige Wiederaufstieg in die Liga, in welcher Landbau Bad Langensalza zwei weitere Spielzeiten absolvierte. Im Anschluss agierte der Verein bis zur Wende wieder in der Bezirksliga, wobei ein erneuter Aufstieg in den Jahren 1983, 1985 und 1986 als Zweitplatzierter hinter Robotron Sömmerda und Motor Weimar nur knapp verfehlt wurde.
Nach der Wende nahm der Verein 1990 wieder seinen historischen Namen SV Preußen 01 an und wurde in die Landesliga Thüringen integriert. Konnte sich Preußen Bad Langensalza in der Saison 1990/91 noch vor Absteiger Union Mühlhausen retten, musste der Verein 1992 endgültig aus der höchsten thüringischen Spielklasse absteigen. 1996 löste sich die Fußballabteilung heraus und gründete den FSV 1996 Preußen Bad Langensalza neu. In der Saison 2014/15 stieg der Verein von der Landesklasse in die Thüringenliga auf, jedoch musste man direkt wieder absteigen.

## Statistik
- Finalist Mitteldeutsche Meisterschaft: 1930/31
- Teilnahme DDR-Liga: 1977/78, 1979/80, 1980/81
- Ewige Tabelle der DDR-Liga: Rang 123

## Ehemalige Spieler
- Bernd Fischer
- Marco Engelhardt